# 2020 (numero)
Duemilaventi (2020) è il numero naturale dopo  il 2019 e prima del 2021.

## Proprietà matematiche
- È un numero pari.
- È un numero composto con 12 divisori: 1, 2, 4, 5, 10, 20, 101, 202, 404, 505, 1010, 2020. Poiché la somma dei suoi divisori (escluso il numero stesso) è 2264 < 2020, è un numero abbondante.